# Ký pháp nghịch đảo Ba Lan

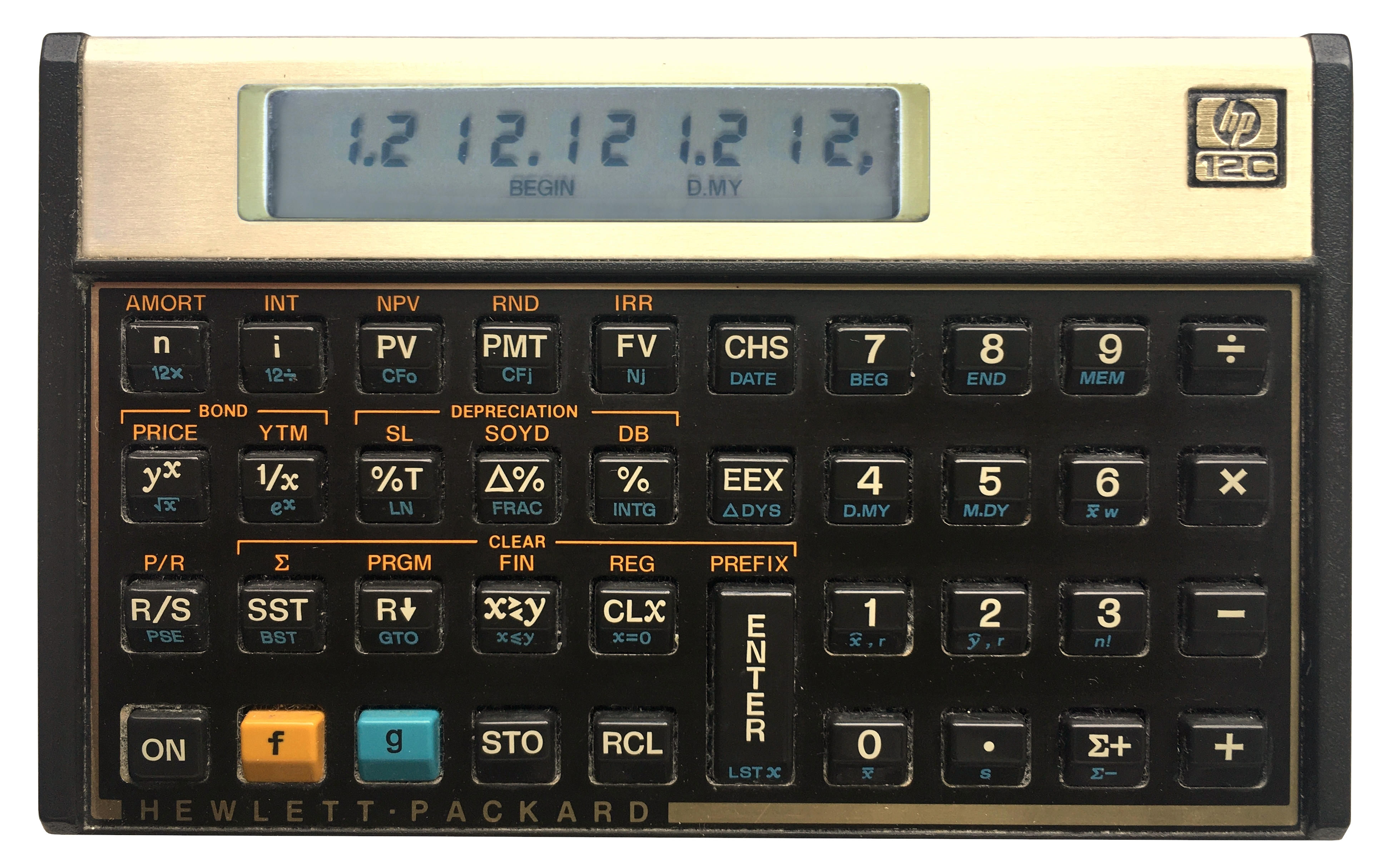
HP-12C là một máy tính dùng RPN của hãng Hewlett-Packard

Ký pháp nghịch đảo Ba Lan (viết tắt: RPN) là một ký hiệu toán học trong đó dấu đi theo toán hạng. Thí dụ: trong ký hiệu thông thường, bài toán 3 cộng 2 được viết như sau:
 3 + 2 
Ký pháp nghịch đảo Ba Lan, thì bài toán lại viết là:
 3 2 + 
Ký hiệu có chữ Ba Lan trong đó vì trong thập niên 1920, nhà toán học Ba Lan Jan Łukasiewicz, sáng chế ký hiệu tiền tố (trong đó bài toán 3 cộng 2 lại viết là + 3 2)
Ký hiệu RPN được đề xướng vào năm 1954 bởi Burks, Warren, and Wright và được phát minh lại do F. L. Bauer và E. W. Dijkstra vào đầu thập niên 1960 để giảm thiểu sử dụng bộ nhớ của máy tính và dùng ngăn xếp (stack) để tính những bài toán. Trong giữa thập niên 1950 triết gia và nhà khoa học máy tính Charles Hamblin phát triển thêm những thuật toán dùng RPN
Trong thập niên 1970 và 1980, RPN được phổ biến trong quần chúng vì nó được dùng trong các máy tính cằm tay như loại HP-10C và Sinclair Scientific.